# Золотая дама (монумент в Люксембурге)
Монумент памяти (фр. Monument du souvenir), обычно называемый Gëlle Fra (Геле Фра) (на люксембургском языке означает «Золотая Дама») — это военный мемориал в городе Люксембург, в южном Люксембурге. Он посвящён тысячам люксембуржцев, которые добровольно пошли служить в вооруженные силы Союзных войск во время Первой мировой войны.
Gëlle Fra расположена на Площади Конституции в районе Верхний Город Люксембурга, в самом центре города.

## Описание
Главное в памятнике — это гранитный обелиск 21-метровой высоты. Сверху обелиска стоит позолоченная бронзовая статуя женщины с вытянутым лавровым венком, как бы возлагаемым на голову нации. У подножия обелиска две (непозолоченные) бронзовые фигуры, представляющие тех люксембуржских солдатов, которые добровольно пошли служить на стороне Франции; одна лежит у подножия статуи, символизируя смерть на службе стране, а другая — сидит, оплакивая погибшего соотечественника.
Скульптор всех трёх бронзовых фигур был Клаус Сито, коренной люксембуржец. Неизвестно, кто выступил в качестве модели Gëlle Fra. Монумент был открыт в 1923 году.

## История

### Первая Мировая война
Во время Первой Мировой войны Люксембург обязался оставаться в нейтралитете, но Люксембург был оккупирован Германией, которая обосновала свои действия военной необходимостью. Тем не менее, большинство люксембуржцев не поверило Германии и её хорошим намерениям, боясь, что Германия может аннексировать их страну в случае победы в войне; эти претензии были обобщены в «Сентябрьской программе» (нем. Septemberprogramm) Теоба́льда фон Бе́тман-Го́львега.
Хотя люксембуржцы оставались под немецкой оккупацией, то, что они были дома, помогало Союзникам, которые, находясь за границей, вне контроля Германии, могли набирать добровольцев, чтобы сражаться против Германии. В общем, 3700 люксембуржцев служили во французской армии, из которых 2000 погибли. Поскольку довоенное население Люксембурга составляло всего 266 000 человек, эти потери составили почти 1 % от общего населения страны, что относительно намного больше чем в любой другой стране-участнице войны. (См: Потери в Первой мировой войне).

### После Первой Мировой войны
Когда Люксембург был оккупирован нацистами во время Второй Мировой войны, немцы в октябре 1940 года разобрали этот мемориал. Несколько частей мемориала были спасены, и, после войны, монумент был частично восстановлен. Последующие изменения были сделаны в честь военных сил Люксембурга во Второй мировой войне и Корейской войне.
Монумент был полностью перестроен и восстановлен на прежнем месте только в 1985 году.
Статуя позолоченной женщины выставлялась на входе в павильон Люксембурга на выставке в 2010 году, всемирной выставке, прошедшей в Шанхае.